# Länsväg 315
Länsväg 315 går mellan Hedeviken nära Hede i Härjedalen och Östavall i Medelpad.
Längd 115 km.

## Sträckning
- Hedeviken - Rätan - Östavall.

Vägen passerar bland annat skidorten Vemdalsskalet och där når vägen 710 m ö h, en av de högsta vägarna i Sverige.
Vägen ansluter till följande vägar:
- Riksväg 84
- Länsväg Z 514
- Länsväg 316
- Europaväg 45
- Länsväg 314
- Riksväg 83

## Historia
Vägen har haft samma nummer, 315, sedan vägnummer infördes på 1940-talet. Den går också i samma sträckning som då, förutom vissa rätningar som gjordes omkring 1950/60-talet.